# Jesolo
Jesolo ([ˈjɛzolo], en vènet Gèxolo, [ˈdʒɛzoɰo], o Ièxolo, [ˈjɛzoɰo]) és un municipi italià, situat a la regió del Vèneto i a la ciutat metropolitana de Venècia. L'any 2004 tenia 23.465 habitants. Limita amb els municipis de Cavallino-Treporti, Eraclea, Musile di Piave, San Donà di Piave i Venècia.

## Història
L'actual territori de Jesolo era en l'antiguitat una llacuna, en l'interior de la qual hi havia algunes petites illes. La major illa era anomenada Equilium pels romans. Equilium va ser habitada inicialment pels Paleovènets, famosos en tota la conca mediterrània per ser experts cuidadors de cavalls; és per aquests animals que s'origina el topònim. Els paleovènets amb ajuda de Roma es van protegir de l'amenaça dels gals i a canvi van permetre que els romans es van establir en forma pacífica a Vèneto. Els romans colonitzaren aquestes terres, construint camins, ponts i pobles; sistemaren el territori cultivable procedint a la centuriació (divisió en lots) i la contenció de les aigües.
Els habitants de la ciutat van trobar refugi segur en la llacuna: en particular, els habitants d'Oderzo van fundar Eraclea sobre l'illa de Melidissa i Jesolo sobre l'illa d'Equilio.
Gràcies a la seva particular posició, Jesolo es va convertir en un centre de comerç marítim de l'àrea del nord de l'Adriàtic, protegida de la llacuna. Les guerres, una tràgica inundació del Sile i la invasió dels Francs van provocar la caiguda del florescent port de Jesolo. La situació degenerà progressivament i a la fi del Quatre-cents Jesolo s'havia reduït a poques cases semi deshabitades; al segle xv, per a pal·liar la falta d'esglésies, el patrici venecià Soranzo construí del seu propi pecuni i sobre terres de propietat familiar, una església, dedicada a Sant Joan Baptista i que es va convertir en parròquia.
Entorn de la nova església es va constituir la vila de Cavazuccherina i per a afavorir l'habitabilitat de la zona, la República de Venècia va actuar, mirant principalment d'allunyar-se dels rius Piave i Sile.
Cavazuccherina va sobreviure durant alguns segles.
L'annexió al Regne d'Itàlia no va millorar la situació preexistent i durant la Primera guerra mundial Cavazuccherina va ser bombardejat i la seva població evacuada.
La pau va dur amb si la restauració; La "Gran Bonifica" va ser realitzada entre 1920 i 1930: van ser introduïts els cultius de blat, gra-turc i remolatxa, als quals es van afegir plantacions d'arbres fruiters i vinyes.
El 1930 el municipi va ser reanomenat amb l'antic nom de Jesolo i des de 1936 les localitats de Marina Bassa i de Spiaggia van ser denominades Lido di Jesolo.
El renaixement agrícola coincideix amb el "redescoberta" de Jesolo: van néixer els primers establiments per a la cura. Risalgono en els anys 30 els primers alberguis i els primers restaurants: el desenvolupament va coincidir amb el començament de la Segona Guerra Mundial però, tornada la pau, tot va tornar al seu lloc.
Avui Jesolo és una localitat balneària. El turista pot trobar-hi albergs de diverses categories, residències turístiques, apartaments i càmpings. Entre la bellesa artística i natural de la vall s'hi pot pescar, veure fauna rara i preciosa, i l'Antiche Mura, visita obligada pels qui s'interessen per l'art i l'arqueologia: pertany a l'antiga catedral de Santa Maria di Equilium, a sota d'un precedent edifici paleocristià dedicat a San Mauro. Les excavacions realitzades han tret a la llum fragments de mosaics de paviment amb motius florals, datats en els segles VI-VII.
A partir de la segona meitat dels anys '90 del segle xx, l'administració municipal ha llançat un ambiciós projecte urbanístic. A partir de l'any 2000 molts hotels han estat reconvertits en residències i moltes àrees, abans d'ús agrícola, s'han convertit en sòl residencial, permetent així la construcció de desenes de noves estructures dedicades al turisme.
Entre els projectes més ambiciosos caben destacar el camp de Golf de 18 forats, un nou impuls turístic i la "ciutat de la música" (enorme complex que comprenen discoteques i restaurants).
El problema de la qualitat de vida per als residents, notablement augmentat amb l'actuació d'aquest gran projecte i d'alguna obra viària molt protestada, en l'òptica del projecte comunament anomenat "Master Pla".